# Entführung des Flugzeugs „Landshut“
Die Entführung der „Landshut“ war die Geiselnahme an Bord eines Lufthansa-Passagierflugzeugs vom Typ Boeing 737-200 in der Zeit des sogenannten „Deutschen Herbstes“. Sie begann am 13. Oktober 1977 und dauerte fünf Tage.
Verantwortlich für die Flugzeugentführung waren vier palästinensische Terroristen der PFLP-SC, einer Abspaltung der Volksfront zur Befreiung Palästinas, die unter dem Namen Kommando Martyr Halimeh auftraten. Nach der Ermordung des Flugkapitäns und mehreren Zwischenstopps landete die Landshut in Mogadischu, der Hauptstadt von Somalia. Dort wurde sie am 18. Oktober 1977 von der GSG 9, einer Spezialeinheit des deutschen Bundesgrenzschutzes, gestürmt. Eine Flugbegleiterin wurde dabei verletzt; alle weiteren Geiseln kamen unverletzt frei.
Das Ereignis stand in engem Zusammenhang zur Schleyer-Entführung in Deutschland. Die Rote Armee Fraktion (RAF) hatte am 5. September 1977 den Präsidenten der Bundesvereinigung der Deutschen Arbeitgeberverbände (BDA) und des Bundesverbands der Deutschen Industrie (BDI) Hanns Martin Schleyer entführt und die Freilassung von Gesinnungsgenossen aus deutschen Gefängnissen gefordert. Mit der Flugzeugentführung durch die mit der RAF verbündeten PFLP-SC sollte der Druck erhöht werden. Die Bundesregierung unter Helmut Schmidt (SPD) erfüllte die Forderungen nicht.
Die Geiselbefreiung in Mogadischu gilt als Auslöser für den kollektiven Suizid der inhaftierten RAF-Spitze in der sogenannten Todesnacht von Stammheim, die wiederum die Ermordung Schleyers zur Folge hatte.

## Vorgeschichte
Linksterroristen aus der Bundesrepublik Deutschland arbeiteten bereits seit Jahren mit palästinensischen Terrorgruppen zusammen. Sie teilten materielle Ressourcen wie Geld, Waffen und Sprengstoff miteinander. Zeitweise setzten sich deutsche Linksextremisten in den Nahen Osten ab und wurden dort militärisch ausgebildet. Westdeutschen Terroristen gelang außerdem die Einsicht in interne Dokumente von Interpol und BKA über den Fahndungs- und Ermittlungsstand gegen sie selbst, welche die DDR den Palästinensern zugespielt hatte.
Die Kooperation erstreckte sich auch auf terroristische Operationen. Das PFLP-Spezialkommando unter der Führung von Wadi Haddad war die erste Gruppe, die systematisch einerseits Ausländer an ihren Terroraktionen beteiligte und andererseits Training, Waffen, Logistik ihren ausländischen Verbündeten zur Verfügung stellte.
Am 27. Juni 1976 hatte die PFLP eine Air-France-Maschine ins ugandische Entebbe entführt. Unter dem Kommando des Deutschen Wilfried Böse beteiligten sich Brigitte Kuhlmann, die wie Böse aus der Terrororganisation Revolutionäre Zellen kam, und zwei Palästinenser an der Durchführung. Am Flughafen von Entebbe erwarteten am 28. Juni 1976 acht weitere palästinensische Terroristen die mit 264 Geiseln besetzte Maschine. Für die Bewachung der Geiseln stellte zudem der ugandische Staatspräsident Idi Amin Soldaten ab. Die Terroristen benannten am zweiten Tag in Entebbe ihre Hauptforderung. 53 Gefängnisinsassen, darunter vierzig in Israel inhaftierte Palästinenser, überwiegend Mitglieder der PFLP und der Al-Fatah, sowie sechs in der Bundesrepublik Deutschland inhaftierte Deutsche, Angehörige der RAF bzw. der Bewegung 2. Juni, sollten freigelassen werden. Anderenfalls würden alle Geiseln, die zwischenzeitlich in ein Flughafenterminal verschleppt worden waren, getötet. Am vierten Tag der Entführung begannen die beiden Deutschen damit, Geiseln jüdischer Abstammung und solche, die sie dafür hielten, zu selektieren. Diese mussten bleiben, 148 „Nicht-Juden“ hingegen kamen frei. Die französische Crew blieb aus berufsethischen Gründen bei den Geiseln. In der Nacht auf Sonntag, den 4. Juli 1976, stürmte die eingeflogene israelische Spezialeinheit Sayeret Matkal den Flughafen. Dabei kamen alle Entführer, etwa 20 bis 50 ugandische Soldaten, der israelische Oberstleutnant Yonathan Netanyahu und drei Entführte ums Leben.
Die Geisel Dora Bloch, die während der Befreiungsaktion im Krankenhaus war, wurde – gemäß einem Untersuchungsbericht des britischen Außenministeriums – wahrscheinlich auf Geheiß Idi Amins ermordet. Da das afrikanische Nachbarland Kenia Israel bei diesem Einsatz logistisch und bei der Befreiung der Entführten unterstützt hatte, ließ Amin danach zahlreiche Kenianer in Uganda verfolgen. Insgesamt 245 Kenianer, darunter auch Flughafenpersonal, sollen bis zum 11. Juli 1977 ermordet worden sein. Die kenianischen Behörden schätzen, dass um die 3000 Kenianer vor dem Massaker aus Uganda flohen.
Nach dem Scheitern der Aktion folgte ein Jahr später ein weiterer Versuch, Terroristen der ersten RAF-Generation aus dem Strafvollzug freizupressen. Um die Freilassung von elf inhaftierten RAF-Angehörigen zu erreichen, entführte ein RAF-Kommando am 5. September 1977 in Köln-Braunsfeld den BDA- und BDI-Vorsitzenden Hanns Martin Schleyer und erschoss seine vier Begleiter. Haddads Terrororganisation war auch an der Planung dieses Anschlags beteiligt und unterstützte die Schleyer-Entführer durch Waffenlieferungen. Die Bundesregierung war nicht bereit, das Entführungsopfer gegen inhaftierte Terroristen auszutauschen, anders als noch im Februar 1975 bei der Entführung des CDU-Politikers Peter Lorenz durch die Bewegung 2. Juni.
Nachdem sich die Entführung Schleyers bereits drei Wochen lang ergebnislos hingezogen hatte, schlug Haddad der RAF zwei Terroraktionen vor, um den Druck auf die Bundesregierung zu verstärken. Dadurch sollte die Freilassung der elf RAF-Terroristen doch noch erzwungen werden. Ein palästinensisches Terrorkommando sollte für eine Geiselnahme entweder einen Anschlag auf die Botschaft der Bundesrepublik Deutschland in Kuwait oder die Entführung eines Lufthansa-Flugzeugs auf dem Weg von der spanischen Mittelmeerinsel Mallorca nach Frankfurt durchführen. Da bereits die Geiselnahme der RAF in der Botschaft der Bundesrepublik Deutschland in Stockholm im April 1975 gescheitert war, lehnte die RAF-Führung den Botschaftsanschlag ab und stimmte der Flugzeugentführung zu. Am 13. Oktober 1977 entführte daraufhin ein vierköpfiges PFLP-Kommando eine Lufthansa-Maschine, die von Palma de Mallorca gestartet war. Das palästinensische Terrorkommando nannte sich „Märtyrerin Halima“, es sollte an die bei der israelischen Geiselbefreiung in Entebbe erschossene deutsche Terroristin Brigitte Kuhlmann erinnern, deren Deckname „Halima“ war.

## Die Entführung

### Beginn
Am 13. Oktober 1977 wurde die Lufthansa-Maschine mit der Flugnummer LH 181, die planmäßig von Palma de Mallorca (Spanien) nach Frankfurt am Main fliegen sollte, von einem aus vier Personen – zwei Männern und zwei Frauen – bestehenden palästinensischen Terrorkommando der Volksfront zur Befreiung Palästinas (PFLP) namens „Märtyrerin Halima“ entführt. Sie hatten – in Kosmetikkoffern und in einem Radio versteckt – zwei Pistolen, vier Handgranaten und etwa 500 Gramm Plastiksprengstoff an Bord gebracht. Ihr Anführer war der 23-jährige Zohair Youssif Akache, der sich „Kapitän Märtyrer Mahmud“ nannte, nach dem Kampfnamen des im Juli 1976 bei der Operation Entebbe getöteten Flugzeugentführers Wilfried Böse. Die drei anderen Entführer waren die im Libanon geborenen Souhaila Andrawes alias Soraya Ansari, Nabil Harbi alias Riza Abbasi und Hind Alameh alias Shanaz Gholoun bzw. Nadia Shehadah Yousuf Duaibes. Die Planung und Leitung wird Wadi Haddad zugeschrieben, der die Operation von Bagdad aus verfolgte. An Bord des Flugzeugs befanden sich neben den Entführern 86 (nach anderen Quellen 82) Passagiere und fünf Besatzungsmitglieder, darunter – drei Mitglieder der Flugzeugbesatzung einberechnet – mindestens 23 deutsche Staatsbürger. Einer der Passagiere war Horst-Gregorio Canellas, der mit seiner Tochter unterwegs war. 

### Verlauf
Die Maschine wurde im französischen Luftraum entführt und sollte nach Larnaka auf Zypern fliegen. Da jedoch der Treibstoff dazu nicht ausgereicht hätte, musste sie in Rom zwischenlanden, wo sie aufgetankt wurde und „Mahmud“ erstmals die Forderungen seines Terrorkommandos verkündete. Diese waren identisch mit denen der Entführer von Hanns Martin Schleyer: die Freilassung von elf in Deutschland inhaftierten RAF-Terroristen. Zusätzlich forderte man die Entlassung zweier Gesinnungsgenossen aus türkischer Haft sowie 15 Millionen US-Dollar.
Trotz Aufforderung des deutschen Innenministers an Italien, den Abflug z. B. durch Beschuss der Reifen zu verhindern, ließ man die Landshut aus Rom nach Larnaka abfliegen. Dort nahm ein Vertreter der Palästinensischen Befreiungsorganisation (PLO) Kontakt zu den Entführern auf und versuchte vergeblich, sie zur Aufgabe zu überreden. Nach dem erneuten Auftanken hob die Maschine Richtung Libanon ab. Da aber die Flughäfen von Beirut, Damaskus, Bagdad und Kuwait gesperrt worden waren, flog man über Manama weiter nach Dubai.

#### Dubai
Die Landebahn des Flughafens war zunächst blockiert worden; da aber der Treibstoff fast aufgebraucht war, ließ man das Flugzeug in den Morgenstunden des 14. Oktober doch landen. Hier gelang es dem Piloten Jürgen Schumann am 16. Oktober, den Behörden Informationen über die Anzahl der Entführer mitzuteilen. Durch ein Fernseh-Interview des Verteidigungsministers von Dubai – dem heutigen Herrscher des Emirats Dubai und Premierminister, Verteidigungsminister sowie Vizepräsidenten der Vereinigten Arabischen Emirate – Muhammad bin Raschid Al Maktum erfuhren auch die Entführer davon. Daraufhin ließ Mahmud den Flugkapitän im Gang niederknien und drohte, ihn bei einem weiteren Vorfall zu erschießen. In den über drei Tagen des Aufenthalts stand die Maschine in der prallen Sonne, und die Klimaanlage fiel wegen Treibstoffmangels aus. Die Temperaturen in der Maschine stiegen auf 50 Grad Celsius, die Versorgung mit Nahrung und vor allem Flüssigkeit war unzureichend, so dass insbesondere ältere Geiseln zunehmend Kreislaufprobleme bekamen. Der nach Dubai geflogene Lufthansa-Chefpilot Martin Gaebel und Boeing-737-Flottenchef Peter Heldt brachten schließlich, als Flughafenmitarbeiter verkleidet, ein Bodenstromaggregat an die Maschine. Mahmud vertrieb sie mit Pistolenschüssen, aber dem Kopiloten Jürgen Vietor gelang es wenig später, damit die Stromversorgung und so die Klimatisierung des Flugzeugs wieder herzustellen. Die sanitären Verhältnisse an Bord waren fürchterlich. Für über 90 Personen gab es nur zwei Toiletten, deren Benutzung die Terroristen den Geiseln nur willkürlich und völlig unzureichend erlaubten. Dennoch türmten sich darin mit der Zeit die Fäkalien, bis man sie nur noch stehend benutzen konnte. Zudem hatten die Entführer den Opfern mit dem Handgepäck auch ihre Medikamente und insbesondere jungen Frauen die Antibabypillen abgenommen, weshalb bei vielen von ihnen im Flugzeug die Periode einsetzte. Ab Larnaka folgte den Entführern eine Maschine mit Beamten der GSG 9. Diese bereiteten sich in Dubai auf eine Befreiungsaktion vor. Doch nach der Drohung der Entführer, Geiseln zu erschießen, wurde die Maschine wieder aufgetankt und startete Richtung Oman, ohne dass ein Zugriff erfolgte.

#### Aden
Nachdem der Oman die Landeerlaubnis verweigert hatte, flog die Landshut weiter nach Aden im damaligen Südjemen. Die dortige Regierung ließ jedoch alle Landebahnen blockieren. Da der Treibstoff zur Neige ging, blieb den Piloten keine andere Wahl, als in der Nacht auf einem Sandstreifen neben der Startbahn notzulanden. Dem Kapitän Jürgen Schumann wurde das Verlassen des Flugzeugs gestattet, um das Fahrwerk zu inspizieren. Schumann kehrte erst nach ca. einer Stunde zum Flugzeug zurück. Über die Hintergründe der Abwesenheit Schumanns konnte lange Zeit nur spekuliert werden. Erst 2008 gelang es im Rahmen einer Fernsehdokumentation, den Mann aufzuspüren, der damals auf dem Flughafen von Aden mit Schumann zusammengetroffen war: Scheich Ahmed Mansur, Kommandeur einer jemenitischen Sondereinheit. Mansur sagte aus, dass der Kapitän in Sorge um das Leben seiner Passagiere gefordert habe, den Weiterflug der möglicherweise beschädigten Maschine zu verhindern. Mahmud erschoss Schumann nach dessen Rückkehr im Mittelgang des Flugzeugs mit einem gezielten Kopfschuss, bevor dieser die Gründe seiner Abwesenheit darlegen konnte. Dies geschah offenbar auch, um den Forderungen der Entführer mehr Nachdruck zu verleihen.

#### Mogadischu
Die Maschine wurde erneut aufgetankt, hob am frühen Morgen des 17. Oktober – vom Kopiloten Jürgen Vietor gesteuert – ab und nahm Kurs auf die somalische Hauptstadt Mogadischu, wo sie gegen 4:30 Uhr (MEZ) landete. Da die Behörden im Südjemen das Ausladen der Leiche des Piloten untersagt hatten, wurde sie erst hier über eine Notrutsche aus dem Flugzeug geschafft. Die Entführer setzten ein Ultimatum bis 15 Uhr MEZ zur Entlassung der RAF-Mitglieder aus der Justizvollzugsanstalt Stuttgart. Danach sollte die Maschine gesprengt werden, denn die Entführer hatten kein weiteres Land mehr zum Weiterflug in Aussicht. Vor Ablauf des Ultimatums erklärten die Entführer, die in der Zwischenzeit bereits die Passagiere mit Alkohol übergossen und ihre Sprengkörper scharf gemacht hatten, dass die deutsche Regierung nun Schuld am Tod der Geiseln habe. Mit der Begründung, es müssten gefährdete Objekte vor der angedrohten Sprengung in Sicherheit gebracht werden, konnte eine Verlängerung des Ultimatums um 30 Minuten erreicht werden. Die Stewardess Gabriele Dillmann (heute Gabriele von Lutzau) erhielt die Möglichkeit, über Funk einen letzten Appell an die verantwortlichen Politiker zu richten.
Damit die Zeit ausreichte, den Hauptteil des Kommandos der deutschen GSG 9 vor Ort zu schaffen, wurden die Entführer mit der Nachricht getäuscht, ihrer Forderung werde nachgegeben, die Überführung der RAF-Gefangenen nach Mogadischu aber benötige mehrere Stunden. Daraufhin verlängerten die Entführer das Ultimatum erneut, diesmal bis zum 18. Oktober, 01:30 Uhr MEZ.

### Befreiung

#### Vorgeschichte
Somalia befand sich in dieser Zeit in einem kriegerisch ausgetragenen Konflikt mit Äthiopien. Wie das Nachbarland bezog es seine Waffen aus der Sowjetunion. Um die Auseinandersetzung zu gewinnen, war es an einer Annäherung an den Westen und westlichen Waffenlieferungen interessiert, die bis zur Landshut-Entführung jedoch abgelehnt worden waren. Das Land galt gleichzeitig als im Nahostkonflikt gegenüber der palästinensischen Seite freundlich eingestellt, was ein Grund der Entführer gewesen sein mag, nach mehreren Landeverboten anderer Staaten Mogadischu anzufliegen. Somalias Präsident Siad Barre wurde über die Nationalität der Entführer getäuscht und in dem Glauben gelassen, es handele sich um drei Deutsche und einen Palästinenser. Ferner wurde ihm die Lieferung von Waffen in Aussicht gestellt. Daraufhin stimmte er einer Joint Operation, also einer gemeinsamen Befreiungsaktion, zu.

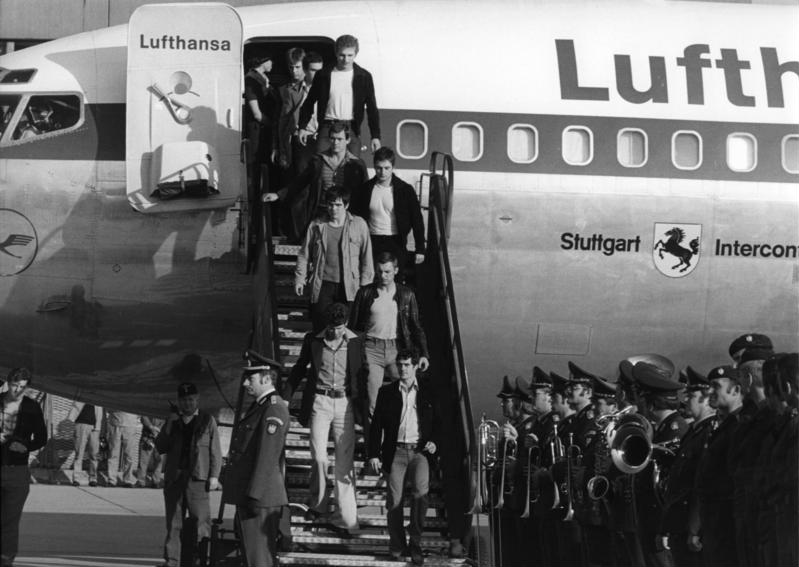
Mitglieder der GSG 9 des BGS auf dem Flughafen Köln/Bonn beim Verlassen der Lufthansa-Sondermaschine „Stuttgart“ am 18. Oktober 1977

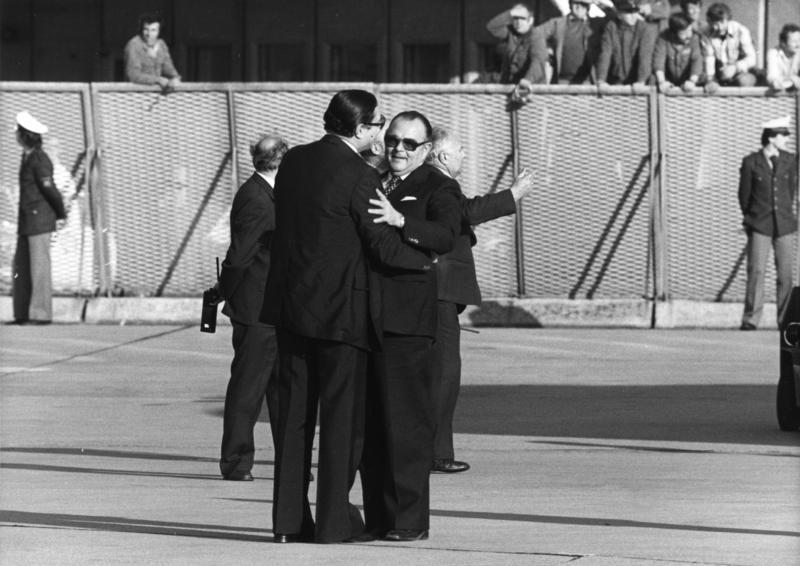
Innenminister Werner Maihofer begrüßt Staatsminister Hans-Jürgen Wischnewski (rechts) auf dem Flughafen Köln/Bonn, 18. Oktober 1977

Am 18. Oktober um 2:05 Uhr Ortszeit (00:05 Uhr MEZ) stürmte die von Ulrich Wegener kommandierte GSG-9-Einheit, mit Unterstützung des britischen SAS, die Landshut. Der Codename der Aktion war Operation Feuerzauber.

#### Operation Feuerzauber
Sechs Kommandos mit jeweils fünf Mann näherten sich, mit je einer Aluminiumleiter, über 3000 Meter Rollfeld im toten Winkel des Flugzeugs. Ihnen folgten Reservekräfte und Sanitäter. Die Kommandos formierten sich auf beiden Seiten der Maschine, während der Anführer der Terroristen Mahmoud mit dem Tower über die Einzelheiten der Freilassung der Geiseln verhandelte. Er war dadurch gezwungen, in der Nähe des Funkgeräts zu bleiben, und konnte nicht sehen, was an der Maschine geschah. Die Leitern wurden an den Türen des Flugzeugs in Stellung gebracht, Präzisionsschützen sicherten das Polizeikommando. Je zwei Männer hielten je eine Leiter, drei stiegen hoch, einer sollte die Türe öffnen und der nächste, die Waffe im Anschlag, in die Maschine stürmen. Es wird berichtet, Mahmoud habe, wohl aufgrund von Irritationen während der Verhandlung, gerufen: „Verrat – wir sind verraten“, daraufhin hätten die unterstützenden SAS-Soldaten Blendgranaten vor das Cockpit der Maschine geworfen. Zugleich wurden alle sechs Türen der Landshut geöffnet und das Flugzeug gestürmt.
Die folgenden Ereignisse werden unterschiedlich geschildert, der genaue Ablauf scheint widersprüchlich. Mahmoud wurde im Cockpit von mehreren Schüssen getroffen und fiel zwischen die Pilotensitze. Eine der Türen rechts ließ sich nicht öffnen, dort standen Müll und Wasserkisten. Ein Polizist feuerte durch die halbgeöffnete Tür. Er und sein Trupp wurden ihrerseits beschossen. Einer der Polizisten des Trupps an dieser Türe wurde leicht verletzt. Die anderen Kommandos drangen ins Flugzeug ein. Der Körper Mahmouds wurde von einem Polizisten gesichert, weitere Beamte betraten von der Cockpitseite die erste Klasse. Ein Terrorist erhob sich in den Gang der ersten Klasse und feuerte auf die Angreifer, er wurde getroffen und ging zu Boden, ebenso wie Souhaila Andrawes, die ebenfalls im Gang gestanden haben soll. Am Heck des Flugzeugs sollen Sturmtrupps nach dem Eindringen zunächst die Toiletten geprüft haben. Die Polizisten riefen „Köpfe runter!“; da die Entführer kein Deutsch verstanden, hofften sie, dass alle Geiseln der Anweisung folge leisten und somit die Unterscheidung zwischen Geiseln und Terroristen einfach wäre.
Die Polizisten drangen im Flugzeug vorwärts und sicherten die einzelnen Reihen. Geiseln evakuierten sie noch während des Gefechts. Sie wurden „hochgezogen, rausgeholt, runter an die Tür nach draußen“ gebracht. Die Notausgänge konnten geöffnet werden und somit wurden die Geiseln auf die Flügel evakuiert. Es wird berichtet, dass Nabil, als er getroffen zu Boden ging, eine Handgranate mit gezogenem Stift habe fallen lassen, es sich jedoch lediglich um eine Attrappe gehandelt habe; nahe Geiseln überlebten unverletzt. Befreite Geiseln wurden direkt vom Flugzeug weg in eine Senke zwischen Sanddünen geführt. Wegener fürchtete eine Gefährdung durch Explosionen. Die vierte Geiselnehmerin „Nadia“ wurde durch die Türe einer Toilette erschossen. Sie habe sich eingeschlossen und durch die Türe die Beamten attackiert. Das Bild von ihr, mit Che-Guevara-T-Shirt, ging durch die internationale Presse. Der Code „Fire Magic“ startete um 2:05 Uhr Ortszeit die Kommandoaktion. Um 2:12 Uhr funkten die Polizisten „Springtime“. Der Einsatz war erfolgreich abgeschlossen. Es wird berichtet, die befreiten Geiseln seien sich vor Freude in den Armen gelegen, es sei gejubelt worden, den Copilot habe keiner mehr erkannt, da sein Toupet während der Aktion verloren gegangen sei. Er fand es später im Flugzeug zwischen Blutflecken, Müll und Unrat.

#### Nachwirken
Während des siebenminütigen Einsatzes fanden drei der vier Geiselnehmer den Tod; lediglich Souhaila Andrawes überlebte. Außerdem wurden ein GSG-9-Beamter sowie die Stewardess Gabriele Dillmann verletzt. Um 00:12 Uhr MEZ konnte der mitgereiste Staatsminister Hans-Jürgen Wischnewski dem damaligen Bundeskanzler Helmut Schmidt den erfolgreichen Abschluss der Aktion melden.
Nach eigenen Aussagen in einem Interview, das von der ARD gesendet wurde, sei Wegener beim Sturm auf die „Landshut“ in führender Position beteiligt gewesen und habe dabei wenigstens einen Terroristen selbst (offenbar den Libanesen Wabil Harb alias Riza Abbasi) und die Terroristin Hind Alameh alias Shanaz Gholoun mit erschossen. Jedoch führte die Produzentin des Films Mogadischu Gabriela Sperl aus, dass „vor Ort, beim Nachstellen der Szene, […] Wegeners ehemaliger Adjutant seinen Chef darauf hin[wies], dass er doch gar nicht in der Maschine gewesen sei, sondern die Aktion vom Boden aus geleitet habe. So verschieben sich oft die Abläufe über die Jahrzehnte in der Erinnerung.“
Es wurde zudem immer wieder behauptet, an der Operation seien auch zwei Angehörige der britischen Spezialeinheit Special Air Service (SAS) sowie indirekt ein somalisches Ranger-Bataillon beteiligt gewesen. Wegener dementierte dies zuletzt in einem Interview mit der Tageszeitung Die Welt vom 13. Oktober 2007. Darin spricht er davon, dass ihm vom SAS sowohl planerische Unterstützung als auch neu entwickelte Blendgranaten angeboten worden seien. Er habe sich jedoch nach einem Test der Granaten in Dubai entschlossen, diese nicht im Flugzeug zu verwenden. Ebenso lehnte er die vom SAS vorgeschlagene Taktik zugunsten eigener Überlegungen ab, d. h., der Zugriff erfolgte über alle Ein- und Ausgänge der Maschine und nicht bloß über einen Zugang.
Beim Thema SAS und Blendgranaten geben verschiedene Quellen unterschiedliche Auskünfte.

### Folgen
Am Morgen des 18. Oktober 1977 wurden die inhaftierten RAF-Mitglieder Jan-Carl Raspe, Gudrun Ensslin und Andreas Baader nach kollektivem Suizid tot in ihren Gefängniszellen aufgefunden. Bandenmitglied Irmgard Möller überlebte die sogenannte „Todesnacht von Stammheim“ schwer verletzt. Am Tag darauf gab die RAF die Ermordung Hanns Martin Schleyers bekannt. Seine Leiche wurde am 19. Oktober 1977 im Kofferraum eines in Mülhausen (Elsass) abgestellten Audi 100 aufgefunden.
Die Befreiungsaktion geschah auf Anordnung der Bundesregierung unter der Führung von Bundeskanzler Helmut Schmidt. Dieser erklärte später, er hätte im Falle eines Scheiterns der Befreiungsaktion oder bei zu vielen toten Geiseln seinen Rücktritt eingereicht. Es habe bereits eine fertige Rücktrittserklärung vorgelegen, die nach der geglückten Aktion vernichtet worden sei.
Die überlebenden Geiseln wurden seitens zweier Wissenschaftler kontaktiert, die jeweils die Auswirkungen der traumatischen Belastungen an ihnen studieren wollten, teilweise finanziert aus Bundesmitteln. Die Unterstützung der Geiseln bei der Aufarbeitung der Ereignisse wurde insgesamt als unzureichend und übermäßig bürokratisch kritisiert.
Dem erschossenen Flugkapitän Jürgen Schumann wurde posthum das Bundesverdienstkreuz 1. Klasse verliehen, ebenso dem Kopiloten Jürgen Vietor. Alle drei Stewardessen erhielten das eine Stufe niedriger angesiedelte Bundesverdienstkreuz am Bande. Auch den Lufthansa-Führungskräften Martin Gaebel und Peter Heldt, die auf dem Flughafen Dubai die Stromversorgung des Flugzeugs ermöglicht hatten, wurde das Bundesverdienstkreuz 1. Klasse verliehen, dem Lufthansa-Vorstand Werner Utter für die Leitung des Krisenstabes das Große Bundesverdienstkreuz. Die Stewardess Gabriele Dillmann wurde von Passagieren und Öffentlichkeit für ihren Zuspruch und ihr Eintreten für die Passagiere als „Engel von Mogadischu“ besonders gelobt. Allerdings wurden ihre Informationen an die Passagiere sowie ihre beruhigenden Berührungen seitens ihrer Vorgesetzten als Kompetenzüberschreitungen wahrgenommen. Eine infolgedessen angestrengte interne Untersuchung verlief allerdings ergebnislos.
Durch den Erfolg der Operation erlangte die bis dahin nahezu unbekannte GSG 9 internationale Bekanntheit.
Somalia erhielt von der Bundesrepublik Deutschland staatliche Entwicklungshilfe in Höhe von 100 Millionen DM, einschließlich Lieferungen waffentauglicher Fahrzeuge, die seitens der Bundesrepublik Deutschland in diese Region unter normalen Umständen nicht geliefert worden wären.

### Spekulationen
Weil der vermutliche Drahtzieher der Entführung, Wadi Haddad, wenige Monate später an einer langsamen Vergiftung starb, wird angenommen, dass er bereits während jener Tage gesundheitlich beeinträchtigt war. Dies könnte ein Grund dafür sein, dass die Aktion nicht geordnet ablief. Zudem soll er mehr Unterstützung durch die Sowjetunion erwartet haben.
Da der israelische Auslandsgeheimdienst Mossad zu diesem Zeitpunkt bereits einen Informanten in Haddads Umgebung gehabt haben soll, wird vermutet, dass Israel auch Kenntnis von einer geplanten Entführung eines deutschen Flugzeuges gehabt hatte, davor aber nur sehr allgemein warnte. Grund dafür könnte sein, dass der Mossad bereits kurz davor war, Haddad zu vergiften, und diesen Anschlag und den Überbringer des Giftes nicht gefährden wollte.

## Das Flugzeug nach der Entführung

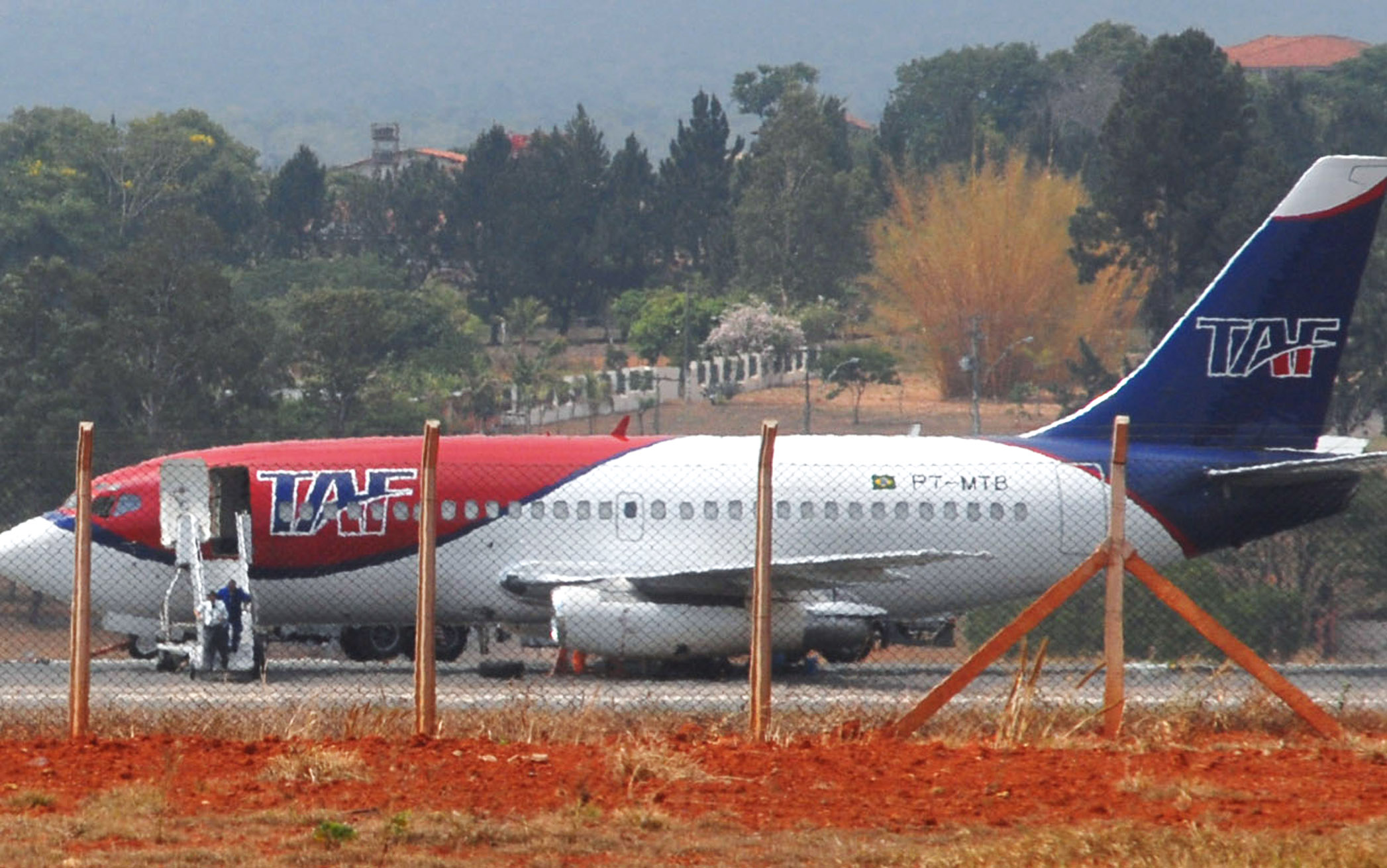
Die ehemalige „Landshut“ am 24. Oktober 2007 in Fortaleza

Die Lufthansa hatte die Boeing 737-200 mit der Seriennummer 20254 und dem Luftfahrzeugkennzeichen D-ABCE Anfang 1970 unter dem Namen „Landshut“ in Dienst gestellt. Nach der Stürmung der Maschine in Mogadischu wurde sie repariert und flog bis 1985 weiter im Liniendienst der Lufthansa. Anschließend kam sie bei sechs weiteren Gesellschaften im Passagier- und Frachtdienst zum Einsatz, darunter in Südamerika, Frankreich und Indonesien. Zuletzt, von 2002 bis Januar 2008, flog sie als PT-MTB bei der brasilianischen TAF Linhas Aéreas, die sie schließlich nach 38 Betriebsjahren und etwa 60.000 Flügen ausmusterte und zum Verkauf anbot. Die nunmehr flugunfähige Maschine wurde auf einem gesperrten Flugfeld in Fortaleza abgestellt.
Im Mai 2017 kaufte die Bundesregierung das Flugzeug für den Schrottwert von etwa 20.000 EUR. Am 23. September 2017 brachten zwei Transportmaschinen der Volga-Dnepr Airlines – eine An-124 mit dem Rumpf und den Flügeln sowie eine Il-76 mit den Sitzen und weiteren Teilen – die „Landshut“ zurück nach Deutschland. Die beiden Maschinen landeten im Rahmen eines Tages der offenen Tür des Dornier-Museums, an dem auch Entführungsopfer teilnahmen, auf dem Flughafen Friedrichshafen.
Um die zunächst nicht öffentlich zugängliche Maschine sollte in Projektträgerschaft der Dornier Stiftung für Luft- und Raumfahrt sowie mit Mitteln der Beauftragten der Bundesregierung für Kultur und Medien (BKM) und des Auswärtigen Amtes eine Ausstellung zu den Ereignissen im Herbst 1977 und zur Auseinandersetzung mit dem RAF-Terror entstehen. Hierfür sollte die „Landshut“ teilweise in den Zustand von 1977 zurückversetzt und als Zeitzeugnis in die Ausstellungskonzeption eingebunden werden.
Die Stuttgarter Zeitung berichtete am 10. April 2019, dass die Dornier-Stiftung ein vom BKM gefordertes Betriebskostenkonzept noch nicht vorgelegt habe. Der BKM prüfe nun andere Standorte für das Flugzeugwrack. Der Initiator der Rückholung der Landshut nach Deutschland, Martin Rupps, schlug deshalb als Alternativstandorte für die RAF-Ausstellung das Haus der Geschichte der Bundesrepublik Deutschland in Bonn oder das Gefängnis- und Gerichts-Areal in Stuttgart-Stammheim vor. Rupps äußerte dabei seine Präferenz für Stuttgart. Hier könnte ein Erinnerungsort an den RAF-Terror entstehen. Das Flugzeug, das Stockwerk, wo die RAF-Terroristen einsaßen, und das Gebäude der RAF-Prozesse sollten integrale Bestandteile dieser neuen Einrichtung werden. Auch könne dann ein „bundesweites wissenschaftliches Institut zur Erforschung des nationalen und internationalen Terrorismus“ in Stuttgart angesiedelt werden.
Der Direktor der Dornier-Stiftung David Dornier schlug stattdessen vor, das Museum über die Landshut-Entführung in Friedrichshafen vom Haus der Geschichte Baden-Württemberg errichten und betreiben zu lassen. Das Grundstück hierfür würde die Stiftung kostenlos zur Verfügung stellen.
Am 15. Mai 2020 wurde bekannt, dass die Bundesregierung einen Standort im Militärhistorischen Museum Flugplatz Berlin-Gatow prüfe. Die Dornier-Stiftung gab in der zweiten Jahreshälfte 2020 bekannt, dass sie „unter diesen Umständen die weitere Entwicklung dieses bundesdeutschen Ausstellungsprojekts nicht weiter aktiv mitgestalten“ könne. Am 27. November 2020 beschloss der Haushaltsausschuss des Bundestags, den Bau eines Museums-Hangars in Friedrichshafen und dessen Betrieb über zehn Jahre zu bezuschussen. Die Verantwortung für den Bau eines Dokumentations- und Bildungszentrums als historisch-politische Bildungsstätte sowie dessen kuratorische und didaktisch-pädagogische Konzeption liegen seitdem bei der Bundeszentrale für politische Bildung.
Im Mai 2023 wurde bekannt, dass für die Einrichtung des Lernort Landshut ein Areal im Umfeld des Flughafens Friedrichshafen gefunden sei. Im Sommer 2024 zog die Maschine in die Halle Q des Flughafens um.

## Andere Lufthansa-Flugzeuge mit dem Namen „Landshut“
Der Name „Landshut“ wurde von der Lufthansa nach 1985 mehrfach erneut vergeben. Zunächst trug ihn die Boeing 737-200 D-ABHM, gefolgt vom Airbus A319-100 D-AILK. Von 2004 bis 2022 hieß der Airbus A330-300 D-AIKE der Lufthansa „Landshut“. Seit Januar 2023 trägt der Airbus A320-200 D-AIZT diesen Taufnamen.

## Verfilmungen und literarische Bearbeitungen
- Die Entführung der „Landshut“ war 1997 ein zentrales Element des zweiten Teils des Doku-Dramas Todesspiel von Heinrich Breloer. Der Anführer des Terrorkommandos, Zohair Youssif Akache alias Captain Martyr Mahmud, wurde dabei von Birol Ünel verkörpert, Manfred Zapatka war als Bundeskanzler Helmut Schmidt zu sehen.
- Die ARD ließ 2008 die Landshut-Entführung unter dem Titel Mogadischu verfilmen. Unter der Regie Roland Suso Richters spielten Thomas Kretschmann den Kapitän Jürgen Schumann, Simon Verhoeven den Copiloten Jürgen Vietor,[66] Saïd Taghmaoui den Terroristen Captain Mahmud, Nadja Uhl die Stewardess Gabriele Dillmann, Christian Berkel den Bundeskanzler Schmidt, Jürgen Tarrach den Sondergesandten Hans-Jürgen Wischnewski und Herbert Knaup den GSG-9-Chef Ulrich Wegener.
- Friedrich Christian Delius lässt in seinem Roman Mogadischu Fensterplatz die Ereignisse während der Entführung der Landshut aus der Perspektive einer fiktiven Passagierin erzählen.